# River Bleng
Der River Bleng ist ein Fluss im Lake District, Cumbria, England. Der River Bleng entsteht als Tongue Gill am Südhang eines von Haycock und Caw Fell gebildeten Bergrückens. Am Fuß des Bergrückens am Stockdale Head wird der Tongue Gill dann zum River Bleng. 
Der River Bleng fließt zunächst in einer westlichen Richtung, dann wendet er sich zunächst südwestlich und dann südlich, um im Osten an dem Ort Gosforth seinen Lauf zu nehmen. Auf der Höhe des südlichen Endes des Ortes Gosforth wendet sich der River Bleng in direkt östlicher Richtung, die ihn zu seiner Mündung in den River Irt führt.